# Серафим I Константинопольський
Серафим I — Вселенський Патріарх у 1733–1734 роках .
Він походив з Акарнанії і народився в селі Кастанія Аграфона. Його називають лагідним і добре освіченим, володарем мови, затятим проповідником і ревностним церковним чином, хоча інші сучасники вважали його лицеміром.
Був митрополитом Дристри. Близько 1726 р. обраний митрополитом Нікомідійським, а в березні 1733 р. — патріархом. Він не був популярним і 1 січня 1734 року на нього було скоєно замах, оскільки після служби невідомий напав на нього з ножем і легко поранив.
Під час свого патріаршества Марк Ефеський був проголошений святим. Крім того, під час його перебування турки тиснули на нього, щоб він надав вірменам освячення Зоодохоса Пігі та Гробу Господнього. Він не піддався цьому тиску, внаслідок чого припинив діяльність у червні або вересні 1734 року. Він був засланий на Лемнос, а пізніше відправився на гору Афон, де прожив до самої смерті.